# أنطونيو باراغان
أنطونيو خوان باراغان فرنانديز (بالإسبانية: Antonio Juan Barragán Fernández)‏ (مواليد 12 يونيو 1987 في بونتيدويمي - إسبانيا) لاعب كرة قدم إسباني يلعب حاليا لصالح نادي الدرجة الأولى إلتشي الإسباني 2020 في مركز الظهير الأيمن .

## روابط خارجية
- أنطونيو باراغان على موقع الاتحاد الدولي (مؤرشف)  (الإنجليزية)
- أنطونيو باراغان على موقع الاتحاد الأوربي (الإنجليزية)
- أنطونيو باراغان على موقع قاعدة بيانات كرة القدم.إي يو (الإنجليزية)
- أنطونيو باراغان على موقع Soccerbase.com (لاعب) (الإنجليزية)
- أنطونيو باراغان على موقع Soccerway.com (الإنجليزية)
- أنطونيو باراغان على موقع عالم كرة القدم.نت (الإنجليزية)
- أنطونيو باراغان على موقع كووورة
- أنطونيو باراغان على موقع AS.com (الإسبانية)